# Jagoda Truhelka
Jagoda Truhelka (5 de febrer de 1864-17 de desembre de 1957) va ser una escriptora i pedagoga iugoslava. Nascuda a Eslavònia, Truhelka va treballar com a mestra i directora a Osijek, Zagreb, Gospić, Banja Luka i Sarajevo. Les seves novel·les destaquen per centrar-se en personatges femenins i discutir els drets de les dones, però Truhelka és sobretot coneguda per la seva literatura infantil.

## Família i educació
Truhelka va néixer el 5 de febrer de 1864 a Osijek, capital del Regne d'Eslavònia, a l'Imperi Austríac. Era la gran de tres fills. Els seus pares eren immigrants a Eslavònia; el seu pare, mestre, era txec i la mare era suava del Danubi. Va assistir a un gimnàs a Osijek. Després de la mort del seu pare el 1878, Truhelka es va traslladar a Zagreb, capital del nou Regne Austrohongarès de Croàcia-Eslavònia, amb la seva mare i els seus germans menors, Dragoš i Ćiro Truhelka.
Truhelka va continuar la seva formació a Zagreb, amb la intenció de seguir els passos del seu pare. Va rebre el diploma de professor el 1882.

## Carrera docent
Truhelka va aconseguir el seu primer treball poc després de rebre el diploma el 1882, donant classes a noies a Osijek. Després de continuar els seus estudis, va ser nomenada directora d’una escola de noies de Gospić, on va treballar durant set anys. Va acceptar un nou treball a Zagreb el 1892. El fin de siècle de Zagreb era un ambient cultural i intel·lectual estimulant per a un professor que fins ara havia treballat a la província. Va passar-hi nou anys, construint-se una reputació com a mestra capaç i desafiant els prejudicis contra l'educació de les dones inscrivint-se, juntament amb altres tres dones, a la Universitat de Zagreb. Durant aquest període, Truhelka es va veure influït per les idees d'individualisme i llibertat universal, així com per la promoció de l'educació i els drets de les dones.
El 1901, Truhelka es va traslladar a Banja Luka, a Bòsnia i Hercegovina, ocupada per Austro-Hongria, on va treballar durant deu anys com a directora d’escola de noies. Durant el seu treball posterior com a professora a Sarajevo, la capital de Bòsnia i Hercegovina, Truhelka va participar especialment en la promoció dels drets de les dones.

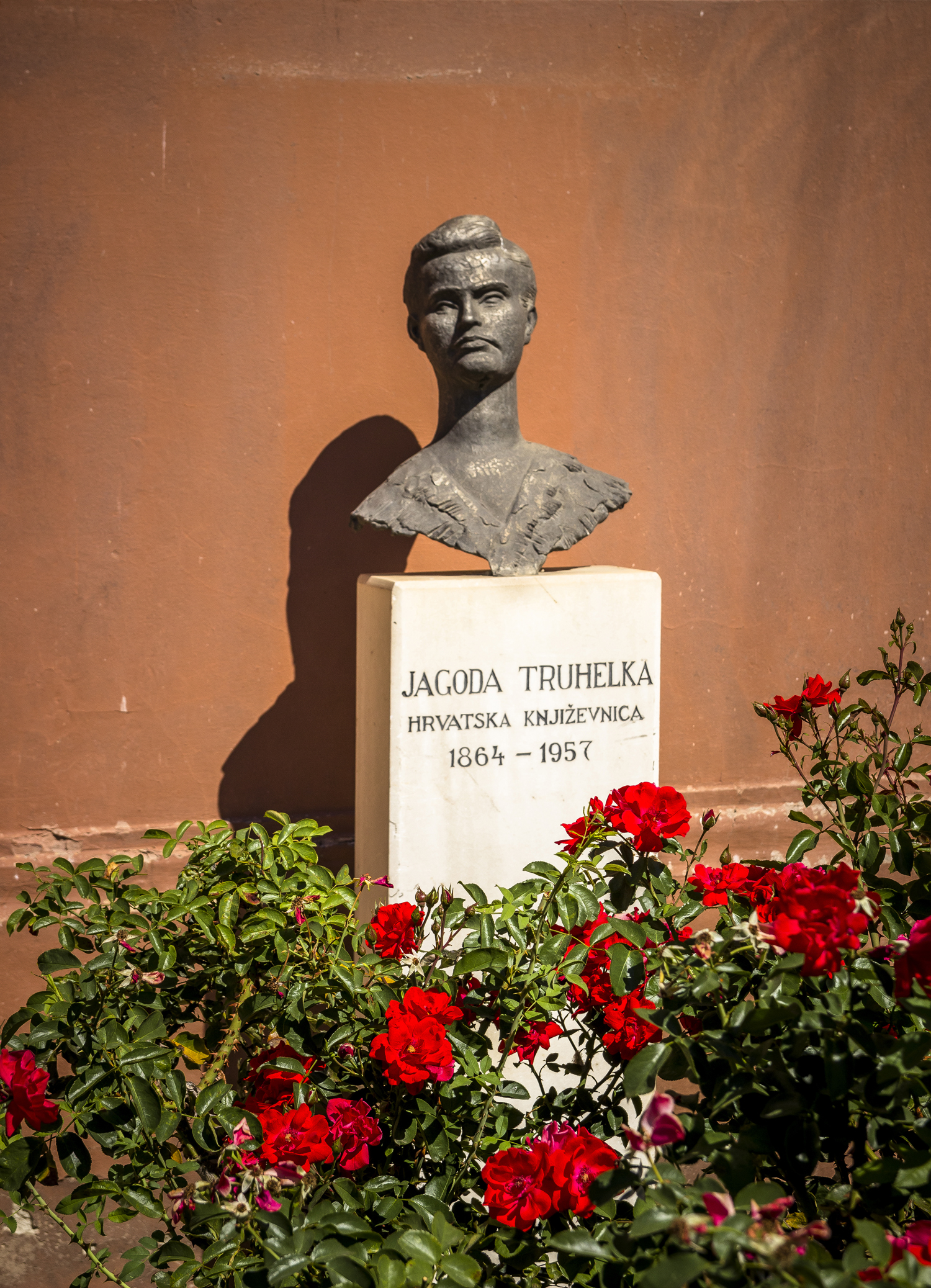
Escultura de Jagoda Truhelka a Osijek

## Escriptora i activista feminista
Truhelka es considerava principalment educadora, destacant la seva educació i formació; l'escriptura era una cosa que "va arribar sola, sense voler, sense preparar-se i sense pretensions". Va publicar una dotzena de novel·les, diversos contes i dues novel·les. El 1900, Jagoda Truhelka i Marija Jambrišak van publicar la revista Domaće ognjište (La llar de casa), que va atreure una important contribució d'altres escriptores. Antun Gustav Matoš va dir que la revista tenia una "inestimable importància" perquè es tractava "no només d'un document pedagògic, sinó també d'un document femení". Truhelka es trobava en aquell moment al centre d’una xarxa d’activistes femenines a Zagreb i va dirigir una família amb una d’aquestes dones durant 30 anys.
Quan la seva prosa inicial girava sobre les dones i les relacions entre sexes, Truhelka va publicar una part de les seves històries a les revistes Vienac i Nada amb el pseudònim de A.M. Sandučić. La majoria eren simples històries d’amor ambientades a Zagreb o Viena contemporànies, però amb un desenvolupament psicològic destacat de personatges femenins. Truhelka va ser el primer autor croat a presentar un personatge femení feminista i intel·lectualment superior als altres en lloc de simplement idealitzat o demonitzat.
Truhelka va publicar diverses parts d’una novel·la psicològica titulada Plein air a la Nada amb seu a Sarajevo el 1897. A la novel·la, discutia els drets de les dones, el matrimoni i els estereotips socials. La crítica literària Lidija Dujić va descriure els personatges femenins de Truhelka com a poc convincents, a excepció del protagonista de Plen air. Plen air, ara una novel·la força oblidada, compta amb l’artista Zlata Podravac, que destaca pel seu intel·lecte. La novel·la de ficció històrica de Truhelka, Vojača, es va publicar a Nada el 1899. També comptava amb una protagonista femenina, la camperola bosniana del segle xv, anomenada a partir de la reina bosniana Vojača. Vojača de Truhelka és molt sensible, vulnerable i reflexiu, i és la primera antiheroïna de la literatura croata. La novel·la, en què segueix enfocaments tradicionals i modernistes, revela que Truhelka es va inspirar en August Šenoa.

## Literatura infantil
Més endavant en la seva carrera, a mesura que el modernisme s'esvaí, Truhelka es va centrar en la literatura infantil, que sovint contenia elements autobiogràfics. Zlatni danci es va publicar el 1918. Després de retirar-se a l'agost de 1923, Truhelka va tornar a Zagreb, aleshores la segona ciutat més gran de Iugoslàvia, i es va retirar de la vida pública. Va continuar el seu treball sobre literatura infantil fins a la vellesa avançada. Bogorodičine trešnje i Crni i bijeli dani es van publicar el 1929 i el 1944 respectivament. Aquests dos, juntament amb Zlatni danci, la situen entre els escriptors infantils més destacats de Croàcia, només després d'Ivana Brlić-Mažuranić. Truhelka s'esforçava per incloure lliçons ètiques, religioses i patriòtiques en el retrat de la vida quotidiana dels xiquets.
Va morir a Zagreb el 17 de desembre de 1957, als 93 anys.